# Sascha Bunge
Sascha Bunge (* 1969 in Brandenburg an der Havel) ist ein deutscher Theaterregisseur.

## Leben
Seine Mutter ist Ärztin, sein Vater Wolf Bunge Regisseur und ehemaliger Intendant der Freien Kammerspiele Magdeburg. Bunge ist aufgewachsen in Ostberlin. Seine Theaterlaufbahn begann er als Regieassistent am Volkstheater Rostock, bevor er an der Humboldt-Universität zu Berlin Theaterwissenschaften und Kulturelle Kommunikation und Germanistik studierte und mit dem Hoftheater Prenzlauer Berg erste Regiearbeiten zeigte (Lovely Rita von Thomas Brasch, Spectacle Cressida von Stefan Schütz). 1993 inszenierte er gemeinsam mit Titus Faschina Kleists Dramenfragment Robert Guiskard und Heiner Müllers Die Schlacht am Deutschen Staatstheater im rumänischen Temeswar. Von 1994 bis 1996 leitete er in Dresden das projekttheater und war für die Tanzbühne und das Festspielhaus Hellerau als Produzent, Dramaturg und Produktionsleiter tätig.
Seit 1998 arbeitete er als Regisseur und Autor an den Freien Kammerspielen Magdeburg, am Schauspiel Leipzig, in Halle an der Saale, Wittenberg, Senftenberg, Pforzheim, Aachen, am Maxim-Gorki-Theater in Berlin, am Oldenburgischen Staatstheater, an den Landestheatern Tübingen und Schleswig-Holstein, am Mainfrankentheater Würzburg, am Theater Konstanz und am HAU Berlin. 
Von 2005 bis 2014 war Bunge als Oberspielleiter und Stellvertretender Intendant am Theater an der Parkaue – Junges Staatstheater Berlin neben eigener Regietätigkeit für das künstlerische Profil des Hauses mitverantwortlich.
Neben der Theaterarbeit realisierte er in Zusammenarbeit mit der Bühnenbildnerin und Videokünstlerin Constanze Fischbeck verschiedene szenische Skizzen und Videoinstallationen für freie Produktionshäuser, Festivals (reich und berühmt 2001 im Podewil Berlin, Poker im Osten 2005 im Hebbel am Ufer – HAU 1) und Galerien (Goethe-Institut Sarajevo, Kunstamt Berlin-Tiergarten, Kommunale Galerie Berlin-Lichtenberg, Schlesische27, Haus der Kulturen der Welt).
Von 2017 bis 2021 arbeitete Bunge als Oberspielleiter an der Landesbühne Niedersachsen-Nord Wilhelmshaven.
Bunge lebt in Berlin und hat einen Sohn.

## Ausgewählte Arbeiten
- Lovely Rita (Thomas Brasch, Hoftheater Prenzlauer Berg Berlin, 1991)
- Spectacle Cressida (Stefan Schütz, Hoftheater Prenzlauer Berg Berlin, 1992)
- Endspiel (Samuel Beckett, projekttheater dresden, 1994)
- Wunschkonzert (Franz Xaver Kroetz, Freie Kammerspiele Magdeburg, 1998)
- Hochzeitsreise (Vladimir Sorokin, Freie Kammerspiele Magdeburg, 1999)
- Biotop Rathauspassage (Podewil Berlin, 1999)
- Hände (Julij Daniel/Vladimir Sorokin/Boris Pilnjak/Alexander Jakowlew, Thalia Theater Halle/S., 2000)
- Das große Heft (Agota Kristof, Thalia Theater Halle/S., 2000)
- Die russische Großmutter (Vladimir Sorokin, Schauspiel Leipzig, 2001, DEA)
- Glücksgott Magdeburg (Freie Kammerspiele Magdeburg, 2001)
- Der Brotladen (Bertolt Brecht, Thalia Theater im Einkaufscenter Rolltreppe Halle/S., 2002)
- Märkische Pastorale (Lothar Trolle) / Die Konkreten (Vladimir Sorokin, UA), Neue Bühne Senftenberg, 2003
- Glücksgott Kreuzberg (HAU Berlin, 2003)
- Maria Stuart (Friedrich Schiller, Theater Pforzheim, 2003)
- Winterabend (Hugo Claus, Theater Aachen, 2003, DEA)
- Iphigenie auf Tauris (Johann Wolfgang von Goethe, Theater Aachen, 2004)
- Bezahlt wir nicht (Dario Fo, Theater Aachen, 2005)
- Moskauer Eis (Annett Gröschner, Maxim Gorki Theater Berlin, 2005)
- Der Wind in den Weiden (Kenneth Grahame, Theater an der Parkaue, 2005)
- Glücksgott Sarajevo (HAU Berlin / Goetheinstitut Sarajevo, 2005)
- Schwanenweiß (August Strindberg, Theater an der Parkaue, 2005)
- Das Hildebrandslied (Lothar Trolle, Theater an der Parkaue, 2006, UA)
- Glücksgott Spandau (jtw Spandau, 2006)
- Leonce und Lena (Georg Büchner, Theater an der Parkaue, 2007)
- Romeo und Julia (Peter Verhelst, Theater an der Parkaue, 2007)
- Wilhelm Tell (Friedrich Schiller, Theater an der Parkaue, 2008)
- Warum Elefanten hysterisch sind (Lothar Trolle, Bahnhof Berlin-Lichtenberg, 2008)
- Der gute Mensch von Sezuan (Bertolt Brecht, Theater an der Parkaue, 2008)
- Glaube Liebe Hoffnung (Ödön von Horváth, Oldenburgisches Staatstheater, 2009)
- Josette und ihre Eltern (Eugène Ionesco, Theater an der Parkaue, 2009, DEA)
- Leuchte Berlin, Leuchte! (Lothar Trolle, Theater an der Parkaue, 2009, UA)
- Krieg etc. (G.E. Lessing / Dea Loher, Oldenburgisches Staatstheater, 2011)
- Der Goldene Topf (nach E.T.A. Hoffmann, Theater an der Parkaue, 2011)
- Emilia Galotti / Minna von Barnhelm (G.E. Lessing, Theater an der Parkaue, 2012)
- Das Fräulein von Scuderi (nach E.T.A. Hoffmann, Theater an der Parkaue, 2012)
- Biedermann und die Brandstifter (Max Frisch, Theater Konstanz, 2013)
- Sie leben! Sie leben! Sie leben noch immer! (Lothar Trolle, Theater an der Parkaue, 2013, UA)
- Das Gesetz des Dschungels (Bernd Heiber, Theater an der Parkaue, 2014, UA)
- K.O. nach zwölf Runden (Lothar Trolle, Mainfrankentheater Würzburg, 2014, UA)
- Die Ratten (Gerhart Hauptmann, Mainfrankentheater Würzburg, 2014)
- Eines langen Tages Reise in die Nacht (Eugene O’Neill, Theater Konstanz, 2015)[3]
- Berlin Lichterfelde-Ost (Lothar Trolle, Theater an der Parkaue, 2016, UA)
- Geächtet (Ayad Akhtar, LTT Tübingen, 2016)
- Terra Nova (Schlesische27 Berlin, 2017)
- Götterspeise (Noah Haidle, LB Niedersachsen Nord Wilhelmshaven, 2017)
- Die Netzwelt (Jennifer Haley, LTT Tübingen, 2017)
- In einem dichten Birkenwald, Nebel (Henriette Dushe, LB Niedersachsen Nord Wilhelmshaven, 2018)[4][5]
- Bürger Schippel (Carl Sternheim, LT Schleswig-Holstein, 2018)[6]
- Die Nordsee (Sascha Bunge und Stefan Faupel nach Heinrich Heine, LB Niedersachsen Nord Wilhelmshaven, 2018, UA)[7]
- Richard III. - Bin durch Sümpfe gewatet, menschliche oder nicht (Peter Verhelst, LB Niedersachsen Nord Wilhelmshaven, 2019, DEA)[8]
- Der Kirschgarten (Anton Tschechow, LB Niedersachsen Nord Wilhelmshaven, 2019)
- Auch wenn wir gescheitert sind (Tim Etchells, LB Niedersachsen Nord Wilhelmshaven, 2019)
- Amphitryon (Heinrich von Kleist, LB Niedersachsen Nord Wilhelmshaven, 2019)
- Mutter Courage und ihre Kinder (Bertolt Brecht, LB Niedersachsen Nord Wilhelmshaven, 2020)
- Der Fliegende Holländer (Sascha Bunge und Stefan Faupel sehr frei nach Richard Wagner, LB Niedersachsen Nord Wilhelmshaven, 2021, UA)[9]
- Die Gehaltserhöhung Georges Perec, Deutsch von Eugen Helmlé, LB Niedersachsen Nord, Wilhelmshaven, 2023[10]
- Der Kaukasische Kreidekreis (Bertolt Brecht, LB Niedersachsen Nord, Wilhelmshaven, 2023)